# Petrolisthes tonsorius
Petrolisthes tonsorius is een tienpotigensoort uit de familie van de Porcellanidae. De wetenschappelijke naam van de soort is voor het eerst geldig gepubliceerd in 1960 door Haig.